# Rana leptoglossa
Rana leptoglossa là một loài ếch trong họ Ranidae.
Nó được tìm thấy ở Bangladesh, Ấn Độ, Myanmar, và Thái Lan.
Các môi trường sống tự nhiên của chúng là các khu rừng khô nhiệt đới hoặc cận nhiệt đới, rừng ẩm vùng đất thấp nhiệt đới hoặc cận nhiệt đới, và sông. Loài này đang bị đe dọa do mất môi trường sống.

## Hình ảnh

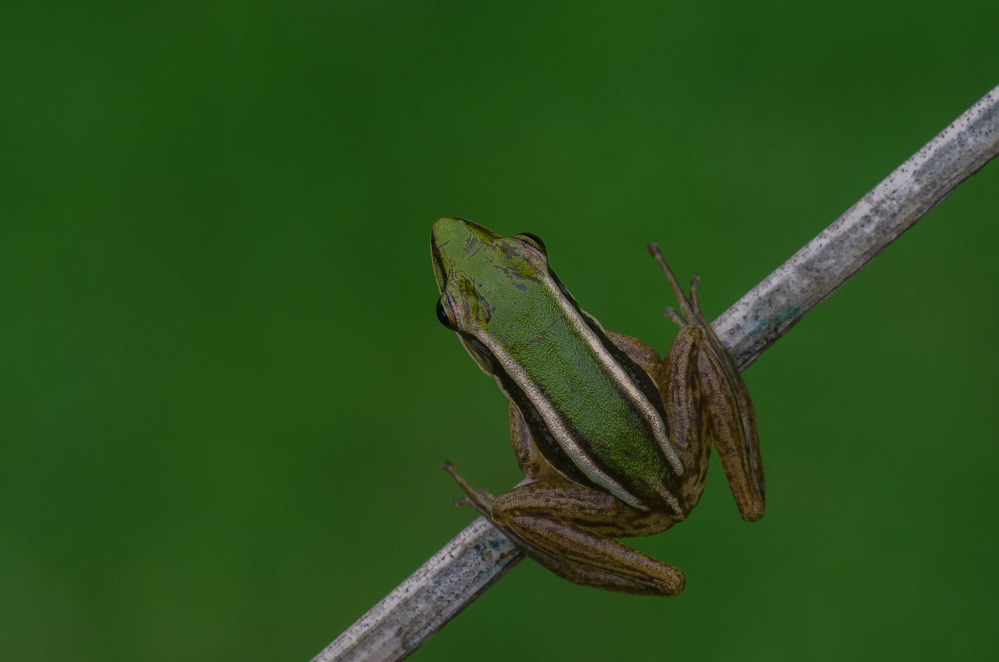
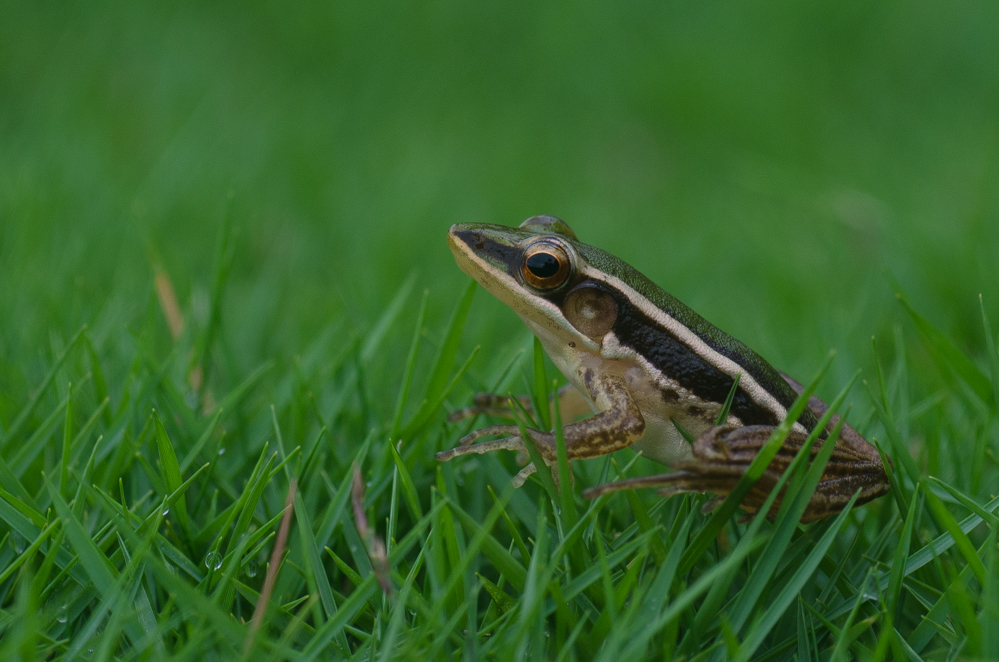